# Cristián Álvarez
Cristián Andrés Álvarez Valenzuela (ur. 20 stycznia 1980 w Curicó) – były chilijski piłkarz, grający na pozycji obrońcy. Syn byłego piłkarza CSD Colo-Colo, Luisa Hernána Álvareza.

## Kariera
W stołecznym Universiadzie Católica zadebiutował w 1997, w wieku 17 lat. Jego oficjalny debiut w chilijskiej pierwszej lidze nastąpił w roku 1999, w spotkaniu przeciwko CD O’Higgins. Do roku 2001 w chilijskiej Primera División rozegrał 54 mecze i zdobył dwa gole.
W 2002 zdobył z klubem mistrzostwo Apertury, w 43 spotkaniach i z dwoma golami na koncie. W tym samym sezonie wydarzył się incydent z udziałem Álvareza. W derbach z Universidad de Chile, określanymi mianem superclásico, otrzymał czerwoną kartkę po faulu w polu karnym, a napastnik rywali Pedro González zdobył decydującą o losach meczu bramkę z jedenastu metrów. Przez pozostałe 3 lata, aż do odejścia, bronił barw klubu w 78 meczach, zdobywając 19 bramek z pozycji prawego obrońcy.
Sezon 2005/2006 spędził w zespole argentyńskiego potentata – River Plate. Rozegrał 21 spotkań w River Plate i powrócił do macierzystego klubu. Álvarez przebywał przed rozpoczęciem nowego sezonu w Chile. Grał w mistrzowskim zespole Izraela – Beitarze Jerozolima. Universidad Católica przedłużył jego pobyt w zespole żółto-czarnych, wypożyczając go na kolejny sezon. W 2009 roku został wypożyczony do Jaguares de Chiapas z Meksyku.
W listopadzie 2018 rozegrał ostatni mecz dla Universidad Católica, do którego powrócił w 2011. Był to również ostatni jego występ w profesjonalnej piłkarskiej karierze.

### Kariera reprezentacyjna
Álvarez już w początkowym okresie kariery występował na różnych szczeblach chilijskiej reprezentacji młodzieżowej. Jego pierwszą imprezą poważniejszej rangi były Mistrzostwa Ameryki Południowej do lat 17 w roku 1996. Reprezentacyjne szlify zdobywał także w południowoamerykańskich mistrzostwach do lat 20 w 1997, 1998 i 1999, w których rozegrał łącznie 40 gier dla chilijskiej młodzieżówki. Największym sukcesem był jednak brązowy medal na IO 2000 w Sydney zdobyty z reprezentacją do lat 23.
W seniorskiej reprezentacji Chile zadebiutował 8 października 2000 w meczu eliminacji do MŚ 2002 przeciwko Ekwadorowi. Brał także udział w eliminacjach do mundialu w Niemczech i jest postrzegany jako jeden z zawodników kadry mającej walczyć o kwalifikację do MŚ 2010 pod wodzą Marcelo Bielsy.